# The Secret Man
The Secret Man er en amerikansk stumfilm fra 1917 af John Ford.

## Medvirkende
- Harry Carey som Cheyenne Harry
- Edythe Sterling som Molly
- J. Morris Foster som Henry Beaufort
- Elizabeth Janes som Elizabeth
- Vester Pegg som Bill